# 姜鹏翔
姜鹏翔（1981年2月9日—），是一名中国足球运动员，现效力中国足球超级联赛球队长春亚泰，司职中场。

## 俱乐部生涯
姜鹏翔曾经在辽宁省体育运动技术学院和高丰文足球学校接受足球训练，1996年进入长春亚泰梯队。2001年，他进入长春亚泰一线队名单，开始职业足球生涯。姜鹏翔在赛季最后一轮长春亚泰6比0击败浙江绿城的比赛出场，卷入甲B五鼠事件，最终被中国足协处于禁赛一年的处罚。2003年，姜鹏翔复出并迅速成为球队主力，出场26次射进一球，帮助球队获得2003赛季甲B联赛冠军。但由于该赛季取消升降级，长春亚泰在2005赛季才以中甲联赛亚军的身份升级成功。在中超的第一个赛季，姜鹏翔依然是球队主力，出场24次，并在9月24日1比1战平天津泰达的比赛射进个人的首个中超联赛进球。
2007赛季，受到伤病困扰的姜鹏翔出场时间有所减少，赛季出场13次，射进3球，帮助球队历史上首次夺得中超联赛冠军。之后几个赛季，间断的伤病使得姜鹏翔的比赛时间变得很不规律。2010年，球队新任主教练沈祥福对球队进行年轻化改造，姜鹏翔逐步淡出主力阵容。虽然在2011赛季他再次夺回主力位置，但2012年随着斯韦托扎尔·萨布利奇的到来，姜鹏翔彻底沦为球队的替补球员，在2012赛季仅得到一次出场机会。2012年12月，姜鹏翔离队并一度传言有可能加盟中甲联赛球队沈阳沈北。不过在李树斌成为球队新任主教练后，又马上召回姜鹏翔参加集训以备战2013年中国足球超级联赛。